# Ловчув
Ловчув (пол. Łowczów) — остановочный пункт в селе Ловчув в гмине Тухув, в Малопольском воеводстве Польши. Имеет 2 платформы и 2 пути.
Остановочный пункт железной дороги (платформа) на линии Тарнув — Лелюхув, построен в 1912 году, когда эта территория была в составе Королевства Галиции и Лодомерии.